# 姦染
| 2006 | 姦染 〜淫欲の連鎖〜     |
| 2007 | 姦染2 〜淫罪都市〜      |
| 2008 | 姦染3 〜首都崩壊〜      |
| 2009 |                         |
| 2010 | 姦染4 〜the day after〜 |
| 2011 | 姦染5 〜The Daybreak〜  |
| 2012 | 姦染 Ball Buster        |
| 2013 |                         |
| 2014 |                         |
| 2015 | 姦染 Clipping Chronicle |

『姦染』（かんせん）とはSPEEDより発売されているアダルトゲームのシリーズ。

## 概要
理性が崩壊して人間を襲うようになるウイルスのパンデミック（集団）感染という脅威と、それに対処する主人公たちを描いたパニックアドベンチャーゲーム。
ゾンビ映画を強く意識した設定だが、本作の感染者たちは「性欲が増大して、理性の喪失により強姦も厭わなくなる」という点が加えられていることで特殊性が強く、アダルトゲームの性描写を自然な形で持ち込んでいる。
また、感染者は死亡率ほぼ100%のウイルスに侵されているが死者ではなく、異常な筋力や感覚の麻痺などゾンビとしての要素を持つものの、容姿として怪物のように大きく人間性を失うことはない。そのため性行為のシーンで嫌悪感を催させず、物語上でも感染者と非感染者の容姿における境目が曖昧になることで特徴づけられている。
シリーズ全体で同じ世界の異なる場所・時間軸を描いているため、メインキャラクターは異なるもののシリーズ旧作のキャラクターとの接点がファンサービス的に描かれるなどの点で世界が繋がっていることが表現されている。各作品にはバッドエンディング以外にも複数のエンディングが存在しており、どの結末が他作品で採用されているかは明言されていない。
イベントは感染者となった男性からの強姦や輪姦も多いが、感染者の男女同士での理性の乱れたセックスや乱交、女性の感染者から男性への強姦シーンも存在する。

### ザッピングシステム
特定の場面において主人公ではなく他のキャラクターの視点を選択することができ、これを「ザッピングシステム」と呼ぶ。これによって同時刻他のキャラクターが何をしていたのか、何を考えていたのかが確認できるほか、場合によってはザッピングを行うことで物語に変化が生じる場合もある。

## 姦染 〜淫欲の連鎖〜
『姦染 〜淫欲の連鎖〜』とは2006年4月21日にSPEEDより発売された姦染シリーズ一作目のアダルトゲーム。

### あらすじ
「私立涼ヶ陵学園」における惨劇と、そこからの脱出劇を描く。
主人公・加藤泰之たち映画研究部に属する生徒6人と顧問の新道は、夏休みの活動として学校に泊まり込みで映画鑑賞会を行うことになった。一大イベントに興奮しながら楽しく過ごす加藤たちであったが、学園にはなぜか問題教師の岸田もやって来ており、これを機会に優と近づきたいと願う加藤自身の感情を含め学園には様々な思惑が渦巻いていた。
そんな真夏の学園に、突如異常者と化した生徒たちが大量に出現する。加藤たちは襲い来る生徒とおかしくなっていく部員たちに訳もわからぬまま逃げ惑い、共に脱出を目指すこととなる。

### 登場人物

#### 主人公
加藤 泰之（かとう やすゆき)
私立涼ヶ陵学園の2年生。映画研究部部員。
入学早々優に一目惚れして以降、少しでも優と親密になろうと一緒の委員会や部活動に入って機会を窺っている。
年相応の少年らしい粗野な部分も見せるが、友人の竹内よりは常識的で人を気遣える性格。

#### 女性キャラクター
山岸 優（やまぎし ゆう）
声：桜井みほ
学園の2年生。映画研究部部員で、加藤とはクラス違いの同級生。
政治家の父親と女優の母親を持ち、自らも女優を志し演技の勉強をするため映画研究部に入った。
明るく快活な性格から、誰からも好かれている。
佐伯 瞳（さえき ひとみ）
声：弥黒
学園の2年生。映画研究部部員で、加藤と同じクラス。学園では生徒会長を務める。
美人ではあるが、生真面目すぎる性格と「女帝」と称されるほど無愛想で厳しい言動には、加藤や竹内を含めうんざりしている生徒も多い。
実は加藤に強い好意を抱いており、映画研究部にも加藤を追いかけて入った。
不摂生な容姿で言動にも品がない竹内とは犬猿の仲。
五十嵐 朋美（いがらし ともみ）
声：民安ともえ
学園の3年生。映画研究部部員。
加藤たち2年生にとっては姉のような立場だが、背が低く童顔なので幼く見える。
祐二と交際していて、祐二には「トモミン」と呼ばれる。その仲の良さは、周囲にも公然のものとなっている。
4年後が舞台の第3作「〜首都崩壊〜」では１の事件で感染してから4年間生き続けており、その間に体内のウイルスが変質したために、事件のきっかけとなる。
OVA「神凪悠帆編」のラストでは主人公たちの乗ったヘリを見送った後、空の彼方に1の事件で離ればなれになった映画研究会の仲間たち（竹内真也を除く）の姿を見つけ、満たされた笑顔でビルから身を投げた。この時、「ただいま。うーたん」と呟いており、感染して淫乱になっても尚、祐二を愛していたようである。
新道 リサ（しんどう-）
声：伊藤瞳子
私立涼ヶ陵学園の科学教師で、映画研究部の顧問をしている。
やや冷淡な口調だが、容姿端麗で豊満な身体を持つことから少なからぬ生徒人気がある。
映画研究部の創設者でもあるが、その経緯や活動内容には若干の謎がある。

#### 男性キャラクター
竹内 真也（たけうち しんや）
学園の2年生で、加藤のクラスメイト。映画研究部部員で、加藤や田中とは小学校からの悪友。
肥満体の容姿に加え、言動にあまり品がなく性格も粗野で好人物とは言い難いが、悪人というほどではなく大きな問題は出ていない。
新道の魅力に惹かれたため、映画研究部に入部してきた。
映画観賞会の開始当初から夏風邪のような症状を見せており、周囲に心配されている。
田中 祐二（たなか ゆうじ）
学園の3年生。映画研究部部員で、加藤や竹内の親友。
秀才で人当たりもよく、加藤たち2年生の兄貴分として映画研究部の生徒をまとめている。
朋美と交際していて、朋美には「うーたん」と呼ばれる。朋美とは、人目も憚らずベタベタと愛を語り合う。OVAでは「～首都崩壊～神凪悠帆編」で初めて登場した。
岸田 聡（きしだ さとし）
私立涼ヶ陵学園の体育教師。筋骨隆々の肉体を持つ。
上には媚びるが生徒など下の人間にはストレスの捌け口として暴力、性暴力や暴言を振るうという、明らかな問題教師として悪名高い。
当然のごとく、あらゆる生徒や同僚教師から敬遠されている。

### スタッフ
- 原画：ジェントル佐々木
- シナリオ：白木清刃、舞茸

### 関連商品
『感染 〜淫欲の連鎖〜』
鈴木みら乃より発売された18禁OVA、全2巻。
- 「感染 淫欲の連鎖 〜山岸優編〜」 2009年10月30日発売

OVAでの主人公は加藤 泰之。五十嵐 朋美は田中 祐二の母の病院へ向かっている為不在。
- 「感染 淫欲の連鎖 〜佐伯瞳編〜」 2009年12月25日発売

OVAでの主人公は佐伯 瞳。五十嵐 朋美は病院へ行っていないので部屋にいる。
『感染 〜淫欲の連鎖〜DVDPG』
mintsより2007年6月15日に発売されたDVDPG。

## 姦染2 〜淫罪都市〜
『姦染2 〜淫罪都市〜』とは2007年6月15日にSPEEDより発売された姦染シリーズ二作目のアダルトゲーム。

### あらすじ（第2作）
東北地方の「千台市」で起きた惨劇を描く。
主人公・大倉浩たち協和学園の生徒は、修業旅行として千台市に向かうことになった。期待を裏切られる部分もありながらも大倉たちの地元とは異なる大都会を散策する一行だったが、自由時間を終えバスに戻ったところで突如大きな地震に見舞われてしまう。
奇跡的に無事だった大倉たち3人はバスで目を覚ますが、街は地震で壊滅状態になっていた上に、淫欲と暴力に支配された異常者で溢れかえっていた。大倉たちは彼らから逃げる中で地元民や同郷の摩耶と合流し、自由時間で観光したショッピングモールへ一緒に逃げこむことになる。

### 登場人物（第2作）

#### 主人公（第2作）
大倉 浩（おおくら ひろし）
協和学園の二年生。
学業は苦手だが世話焼きで気立てのいい好青年で、行動力もある。
クラスメイトの速水や小林とは非常に仲が良く、かけがえのない親友だと考えている。

#### 女性キャラクター（第2作）
速水 ありす（はやみ-）
声：春日アン
協和学園の2年生で、大倉のクラスメイトで仲が良い。
明るく下ネタにも物怖じせず、大倉とは息の合った漫才のような会話を繰り広げている。
お菓子に目がなく、容姿としても胸が大きく女性的な側面も強いが、普段の態度からはそれをあまり感じさせない。
神宮寺 摩耶（じんぐうじ まや）
声：広森なずな
名門女子校である白百合女子学園に通う、大企業「神宮寺プライウッド」の令嬢。
大倉の家の近所に豪華な屋敷を構えており、その縁で大倉たち3人組とはわずかに面識がある。
小柄で幼い容姿だが金と欲望にまみれた周囲に辟易していて、祖父と愛犬のジョン以外には心を開かない。
祖父を訪ねてやってきた千台で惨劇に巻き込まれる。
安西 みき（あんざい-）
声：桜まい
千台市総合病院で医療事務のパートをしている女性。
研究者の恋人との結婚を考えているが、なかなかそこまで話が進まず思い悩んでいる。
恋人とデートをするためにショッピングモールに向かう途中に災害に見舞われ、大倉たちと行動することになる。
長崎 千尋（ながさき ちひろ）
声：萌原ぷりん
青芭学園に通う女学生で、千台の地元民。バレー部所属。
男性に極めて激しい不信感を抱いており、逆に女性には同性愛めいた欲求を抱いている。
特に地元の後輩にはいないタイプであるありすと会い、親密になりたいと密かに考えている。
鶴田 直美（つるた なおみ）
声：民安ともえ
自衛隊隊員。生存者を探しにショッピングモールに潜入する。

#### 男性キャラクター（第2作）
小林祐樹（こばやし ゆうき）
声：安堂りゅう
協和学園の2年生で、大倉やありすのクラスメイト。
止まることなくふざけ合う大倉とありすに突っ込みを入れる役を担っている。
身体の線が細く中性的な見た目をしているため、女子に人気がある。
菅生竜也 （すごう りゅうや）
運送業を営む中年男性。
性格は極めて下劣で、逮捕されなければ軽犯罪のみならず女性の強姦さえも問題ないと考えている。
大災害を機に、自らの欲望を満たそうと企む。

### スタッフ（第2作）
- 原画：ジェントル佐々木
- シナリオ：白木清刃、天翔狗

### 関連商品（第2作）
『姦染2〜淫罪都市〜』
鈴木みら乃より発売された18禁OVA、全2巻。
- 「姦染2 淫罪都市 〜速水ありす編〜」 2010年2月26日発売

主人公は浩。浩、ありすともに感染するが一応生存する。GOOD END？
- 「姦染2 淫罪都市 〜長崎千尋編〜」 2010年6月25日発売

主人公は千尋。全員感染、千尋は感染してしまうのを拒否して自殺。BAD END。
『姦染2〜淫罪都市〜DVDPG』
mintsより2007年12月25日発売されたDVDPG。

## 姦染3 〜首都崩壊〜
『姦染3 〜首都崩壊〜』とは2008年11月28日にSPEEDより発売された姦染シリーズ三作目のアダルトゲーム。

### あらすじ（第3作）
舞台を中心都市・東京に移し、渋谷での惨劇を描く。
東北地方を襲ったUNKNOWN-LV4による災害から4年、Anti：UNKNOWN-LV4の完成で事態は沈静化し人々の記憶から事件は風化しようとしていた。しかし、凶悪に変異したUNKNOWN-LV4の脅威が首都【東京】に忍び寄ろうとしていた。
夏祭りに参加していた主人公・綾瀬航は、意中の相手である神凪悠帆が美男子で有名な先輩の大嶋に告白されていることにショックを受け自宅にこもってしまう。翌朝、航は天文学部のキャンプに参加するため家を飛び出すが、そこで異常者の街と化してしまった渋谷を目の当たりにすることになる。

### 登場人物（第3作）

#### 主人公（第3作）
綾瀬 航（あやせ わたる）
都立神南学園の生徒で、渋谷に住む普通の学生。天文学部に所属し、趣味でも天体観測をしている。
実母が4年前の災害に巻き込まれ亡くなっており、現在は放送局の職員として勤める実母の再婚相手と連れ子の漣との3人暮らしをしている。
やや気の弱い部分があり、悠帆のことが好きだが踏ん切りがつかず想いを伝えることはできていない。

#### 女性キャラクター（第3作）
神凪 悠帆（かんなぎ ゆうほ）
声：民安ともえ
航たちの幼馴染でクラスメイト。
水泳部のエースで、水泳選手として学園や街ぐるみで将来を渇望されている。
快活さのある群を抜いた美少女でもあることから、いち生徒に留まらない知名度の高さや交友関係の広さを持つ。
綾瀬 漣（あやせ れん）
声：計名さや香
航の1つ年下の義理の妹で、航の学園の後輩でもある。
先天性白皮症（アルビノ）を患っているため身体が弱く、クリームやコンタクトで対策しなければ外出することもままならない。
航に幼いころから守ってもらっていたことから、ただの兄妹に留まらない強い愛情を抱いている。
マルガリータ・バスクェス・穂村（-ほむら）
声：川瀬ゆづき
神南学園における航たちの1つ先輩で、スペイン系の大使館員の父と日本人の母を持つハーフ。神南学園に突如転校してきた。
外国人の血を感じさせる金髪碧眼と減り張りのある身体を持ち、治安の悪い国で育ったため体術にも心得がある。
母親の故郷である渋谷に自らの意志でやって来たが、日本の男子学生を軽薄・軟弱で思慮が浅いと感じ少なからず失望している。
航たちと仲良くなってからは、親しみをこめて「マル子先輩」と呼ばれるようになる。
久我山 瑞樹（くがやま みずき）
声：春日アン
航たちの幼なじみで、浩介の元彼女でもある。
浩介のバンドでボーカルを務めていたこともあったが、その関係でトラブルになり次第に疎遠になった。
現在は学園を辞めて若者グループの一員となり、格好も派手派手しいものに変わってしまった。航たちとも音信不通である。
セスカ
マルガリータのSPを務める褐色肌の女性。
マルガリータの世話役でもあり、メイドと主人のようによく会話する。
SPとしての能力は高くマルガリータからは信頼されているが、一人になりたいマルガリータにまかれることも多い。
乙羽 緒織（おとわ いおり）
割烹料理屋を経営する京都弁の女性で、忠彦の彼女。
着物姿で妖艶な大人の魅力を持ち、航もその色気に心中穏やかではない。
忠彦の親友である航たちの世話もよく焼いてくれている。

#### 男性キャラクター（第3作）
崔 浩介（さい こうすけ）
航の親友。部活動には所属していない帰宅部だが、バンドや運動部の助っ人、ボランティアの自警団など多方面で活動している。
気立ては良いが、少々直情的で頑固なところもある。
かつて恋人同士の関係であった瑞樹については、未だ心にわだかまりが残っている。
忠彦（ただひこ）
ヤクザの男性。
任侠気質で一般人には優しく、幼馴染である航たちには「彦ちん」と呼ばれ信頼を築いている。
壬らのグループとは敵対関係にあると共に、壬の底知れない部分を強く警戒している。
眞月 壬（まがつ じん）
若者グループのリーダー。暴力団ともパイプを持っており、麻薬などの犯罪にも手を染める。
基本的にぶっきらぼうで冷徹な態度を崩さないが、知性は高くやり手で通っている。
重吉や瑞樹を部下として引き連れている。
重吉（しげよし）
壬の手下で、金髪の巨漢。「シゲ」と呼ばれる。
壬とは違い品性も知性も低いが、壬に対してはそれなりに従っている。
悪さをマルガリータに邪魔されたことが幾度かあり、恨みがましい思いを抱く。

### スタッフ（第3作）
- 原画：ジェントル佐々木
- シナリオ：髪の毛座、ほか

### 関連商品（第3作）
『姦染3 〜首都崩壊〜』
鈴木みら乃より発売された18禁OVA、全2巻。
- 「感染3 首都崩壊 〜神凪悠帆編〜」 2010年9月24日発売
- 「感染3 首都崩壊 〜マルガリータ・B・穂村編〜」 2010年12月24日発売

『姦染3 〜首都崩壊〜DVDPG』
mintsより2009年5月25日発売されたDVDPG。

## 姦染4 〜the day after〜
『姦染4 〜the day after〜』とは2010年4月30日にSPEEDより発売された姦染シリーズ四作目のアダルトゲーム。

### あらすじ（第4作）
舞台を『姦染』～『姦染2』の直近の時系列に戻し、「明田」の山中での惨劇を描く。
東北の田舎町に住む主人公・仙道大介は、夏休みを機械いじりや遊びなど充実したものにしようと意気込んでいた。同時に兄貴分の石郷岡と恋人の冴子を通じて、同じクラスで孤立していた絢とも次第に仲良くなっていった。
そんな夏休みに、石郷岡と冴子は新しく買った車を使った二泊三日のキャンプを企画して、6人は県内のキャンプ場で親睦を深めあった。カーラジオから聞こえる、街中に大量の暴徒が出現したというニュースも話半分に聞いていた一行だったが、いざ帰ろうとなった段になって、キャンプ場は異常者の群れで覆われてしまうことになる。

### 登場人物（第4作）

#### 主人公（第4作）
仙道 大介（せんどう だいすけ）
県立百合本城学園の生徒。
機械いじりが好きで、親の反対で機械科へ進むことは諦めたものの将来は車やバイクの設計技師を目指している。
最近はひとつの成果を挙げようと眞琴の家でバイクのレストア作業に取り掛かっており、夏休み中に完成させるつもりでいる。

#### 女性キャラクター（第4作）
鐙 眞琴（あぶみ まこと）
声：春日アン
仙道のクラスメイト。
見た目にも快活で誰にでも明るく友好的な態度を崩さないことから、男女問わず好かれている。
車整備店「鐙モータース」の娘であるため幼いころから車両に携わっており、仙道や石郷岡ともその縁でよくつるむようになった。
真坂 絢（まさか あや）
声：弥黒
仙道のクラスメイト。黒髪の凛とした美人。
成績優秀で容姿からの人気も高いが、無口で人と関わろうとせず教室内でも孤立している。
冴子とは既知の間柄で、冴子から紹介を受けたため仙道や眞琴は若干の面識はある。
『The Chronicle Teller』にも登場。感染症対策会議の進行役を務める。
能登屋 梢（のとや こずえ）
声：計名さや香
仙道の幼馴染。仙道とは家が隣で、お互いに2階の自室同士で窓から会話ができる。
年齢は仙道たちのひとつ下で、仙道や眞琴からは妹のように可愛がられている。
やや気弱で積極性の薄いところがあるが、仙道に異性として見られたいと願望を抱いており、眞琴たちには陰でやや嫉妬している。
桐越 冴子（きりこし さえこ）
声：吉川華生
石郷岡と付き合っている彼女。どこか妖艶な雰囲気を持つ大人びた女性。
石郷岡とは「ショーちゃん」「サエ」と呼び合い、仙道たちの前でも構わずイチャイチャしている。
傍目からはどちらかと言えば冴子優位の関係で、興奮した石郷岡も冴子がたしなめると従ってしまう。

#### 男性キャラクター（第4作）
石郷岡 翔（いしごおか しょう）
仙道や梢の幼馴染で、仙道からは年齢が2つ上で兄貴分のような存在。
精密電気部品製造工場に勤めており、車にも詳しいその姿は仙道の憧れにもなっている。
石郷岡の側も仙道を「だい」と呼んで弟のように扱うとともに、恋人の冴子との熱愛ぶりを見せ付けている。

### スタッフ（第4作）
- 原画：ジェントル佐々木
- シナリオ：猫舎楽、天翔狗ほか

### 関連商品（第4作）
『姦染4 〜the day after〜DVDPG』
mintsより2010年9月17日発売されたDVDPG。

## 姦染5 〜The Daybreak〜
『姦染5 〜The Daybreak〜』とはSPEEDより2011年12月22日発売の姦染シリーズ五作目のアダルトゲーム。

### あらすじ（第5作）
『姦染3』と同じ時系列で、日本西部・瀬渡内海の小島「大神島」での惨劇を描く。
主人公・中澤誠は4年前の感染災害に明田で巻き込まれて両親を失い、誠自身も感染を疑われ隔離された経験がある。現在は、父親の部下で唯一の知り合いであった日向夏都を姉代わりとして渋谷で2人暮らしを送っていた。
そんな中、誠の通う学園で大神島へのサッカー部の合宿が決まる。茜梨らチアリーディング部はその応援として、誠や出渕ら新聞部は取材としてそれに同行することになった。茜梨の計らいで夏都もホテルを安値で取ってもらい、取材以外にもオンラインゲーム仲間と会うなど島を満喫する誠たちだったが、そこに感染者が集団発生、島は異常者たちに飲みこまれる。

### 登場人物（第5作）

#### 主人公（第5作）
中澤 誠（なかざわ まこと）
都立鴬谷学園の二年生。年相応のスケベ心はあるものの、小柄でそれほど我の強くない性格。部活動は新聞部。
4年前のエピデミック災害で両親を含む親戚が全滅しており、一人だけ生き残った。荒井達一部のクラスメイトからは、そのことを主因としていじめられている。
自身も明田で災害に巻き込まれたが、災害当時の記憶には一部欠落がある。

#### 女性キャラクター（第5作）
越智 茜梨（おち あかり）
声：藤乃理香
誠の後輩で、チアリーディング部に属する。明るく人懐っこい性格で、男子からの人気も当然ながら高い。
誠のことは、幼げな誠のイメージを込めて「まー君先輩」と呼ぶことが多い。
父方の越智家は大神島の大地主の家系であり、大神島への合宿もその縁で決まった。
サッカー部エースの荒井とは幼馴染の関係で、昔はよく遊んだらしいが、現在はあまり荒井に対して良い感情を持っておらず、誠のイジメ行為の目撃により完全に疎遠関係となっている。
南 彩月（みなみ さつき）
声：計名さや香
誠の先輩。写真部に所属しており、誠を含めた新聞部のメンバーとは交流が深い。
眼鏡がよく似合う美人で、気さくな性格もあって同性・異性ともに好かれている。
何か秘密を抱えているようで、過去のことはあまり話したがらない。
ターヤ・ポホヨネン
声：千葉みつき
フィンランド人の少女。大神島内にある大神学園に留学してきており、体操部で活躍している。
誠や宗一郎とはオンラインゲーム『モンスターバスター5』で知り合っていたが、誠達の大神島への合宿を機に共に会うことを計画する。
ユーモアも見せるが、基本的に口数が少なく思慮深い性格である。コスプレイヤーとしても活動しており、その道ではそれなりに知られた存在。
日向 夏都（ひゅうが なつ）
声：中野志乃
元自衛隊員の女性。自衛隊時代に誠の父親の部下として共に災害に巻き込まれ、そこから生き残ってからは親を亡くした誠を引き取り身元を引き受けて同居している。
災害被害者の見舞金や誠に残された保険金には手を付けず、引っ越し屋の仕事の他にアルバイトを掛け持ちして何とか生活を保っている。
口調も性格も男勝りで、筋骨隆々なだけでなく並はずれて豊満な肉体を容赦なく曝け出している。
花沢 愛梨（はなざわ あいり）
声：櫻井ありす
誠のクラスメイト。茜梨と同じくチアリーディング部に所属している。
誠をいじめている主犯格。荒井と付き合っているが、荒井が茜梨のことを気にしていることがあり、彼女を気にくわない感情を持っている。
村上 怜（むらかみ さと）
声：櫻井ありす
ターヤのクラスメイトで、ターヤと同じく『モンスターバスター5』における誠と宗一郎の狩り仲間。
実家は大神島内の神社で、巫女の仕事も手伝う。
明るく活発な性格で、引っ込み思案なターヤを引っ張っている。
前田 美沙緒（まえだ みさお）
声：紫苑みやび
茜梨の叔母にあたる女性で、大神島にある越智家の屋敷に住んでいる。
過去にUNKNOWN-LV4の研究チームに携わったこともある才女。
30歳代程度の容姿だがあまり年齢は感じさせず、茜梨からも「お姉様」と呼ばれている。

#### 男性キャラクター（第5作）
出渕 宗一郎（いずぶち そういちろう）
誠のクラスメイト。誠と同じ新聞部に在籍しており、誠とは親友の間柄。
眼鏡を掛け太った容姿だが、身体能力はバック転を軽々と決められるほど高く、誠からも「動けるデブ」と形容されている。
帰国子女であり、英国紳士に感銘を受け強く影響を受けている一方、誠とは学生らしい猥談でも盛り上がれる。
荒井（あらい）
誠のクラスメイト。サッカー部に所属しており、エース級の実力を持つ。
誠をいじめている主犯格。女子からの人気は高く現在は花沢と付き合っているが、本人の気は幼馴染である茜梨に向いている。
昔は茜梨とよく遊んでいたらしいが、今では先輩後輩という遠い関係になり、誠のイジメにも関与しているため、茜梨とは疎遠関係になっている。
前田 稼津央（まえだ かずお）
茜梨の叔父。大神島にあるホテルの若き経営者で、誠たち鴬谷学園の生徒を招いた。
丁寧な物腰とサービスで、誠たちを手厚くもてなす。

### スタッフ（第5作）
- 原画：ジェントル佐々木
- シナリオ：天翔狗、ほか

## 姦染 Ball Buster
『姦染 Ball Buster』とはSPEEDより2012年11月2日発売の姦染シリーズ六作目のアダルトゲーム。
ナンバリングされた作品ではなく、主人公が学生ではなく成年男性に設定されていることや性描写のシチュエーションに偏りがあることから、いわゆる外伝の作品にあたる。
『姦染』～『姦染5』までの性行為シーンをまとめた『The Chronicle Teller』が同梱されている。

### 姦染BB -FHD・バイノーラルEDITION-
2021年、CHAOS-R RE:Masterよりリニューアル版「姦染BB -FHD・バイノーラルEDITION-」を発売。
変更点は「Hシーン音声を新規にバイノーラル録音」「解像度をFHD(1920*1080)に拡大」の2点。
発売日はダウンロード版が2021年7月30日、パッケージ版が2021年8月27日。対応OSはWindows 8.1/10の日本語版。パッケージイラストはジェントル佐々木による新規描き下ろし。
なお音声と解像度を除いたシナリオ・演出・グラフィック・登場人物については変更点は一切無い。

### あらすじ（第6作）
『姦染3』『姦染5』と同じ時系列で、渋谷での惨劇を描く。
主人公・妹尾克己は大学を卒業したものの不運もあって職に就くことができず、友人などが就職する中、彼女もおらず単身で無職生活を送る現状に開き直ったり落ち込んだりを繰り返しながら就職活動を続けて毎日を過ごしていた。
そんな折、克己はテレビニュースで再び現れたウイルスの脅威が壊滅的な被害を及ぼしていること、この惨劇が今まさに拡大を続けていることを知る。自分を頼ってくれている丞実や静のことを考えた克己は居ても立ってもいられなくなり、丞実たちが通う学園に単身で乗り込むのだった。

### 登場人物（第6作）

#### 主人公（第6作）
妹尾 克己（せのお かずみ）
都内で一人暮らしをしている若者。
良くも悪くも少年らしさが抜けきれない夢見がちな性格で、感情の起伏が激しく些細なことにも反応が大きい。
就職先やアルバイト先が潰れるなど職に恵まれず無職の状態が続いており、親類や友人に顔向けしづらい状況にある。

#### 女性キャラクター（第6作）
妹尾 丞実（せのお つぐみ）
声：櫻井ありす
克己の実妹。
テンションが高い克己に暴力的な突っ込みを入れることもあるが、克己のことを家族として大変心配している。
昔に溺れかけた静を助けるために役立てなかったことが心残りで、そのため現在まで水泳部に入っている。
千住 静（せんじゅ しずか）
声：弥黒
克己や丞実の幼なじみ。丞実と同じ学園に通っており、部活動はラクロス部。
比較的おしとやかで柔らかい物腰を持っているものの、言動自体はしっかりしている。
昔に溺れかけたところを克己に助けてもらっており、克己のことを慕っている。
本間 奈緒子（ほんま なおこ）
声：紫苑みやび
丞実や静たちが通う学園の保険医。既婚者。
クールで現実的な言動が多く柔和な態度とは言い難いが、生徒たちはその中の優しさに気付いており人気は高い。
近藤 美樹（こんどう みき）
声：ヒマリ
丞実や静と同じ学園に通う友達。
おっとりした性格で、どこか頼りない。

### スタッフ（第6作）
- 原画：ジェントル佐々木
- シナリオ：ジェントル佐々木／天翔狗、ほか

## 姦染 Clipping Chronicle
『姦染 Clipping Chronicle』とはSPEEDより2015年12月18日(パッケージ版は2016年5月27日)発売の姦染シリーズ七作目のアダルトゲーム。
前作『姦染 Ball Buster』同様、競泳水着・陸上競技用ウェアなどシチュエーションが偏っておりナンバリングではなく外伝に当たる。

### あらすじ（第7作）
『姦染1』と同じ時系列で、「明田」での惨劇を描く。
画館仙北学園の生徒である渋江央は、所属する水泳部と陸上部の夏期合同合宿として明田の「田澤湖体育センター」へ向かう。
憧れの人である蘆名累への想い、部活友達・合宿仲間や幼馴染の清原梨里・五十嵐純や打矢顕悟と将来を語り合い恋心に揺れている中、起こる惨劇。

### 登場人物（第7作）

#### 主人公（第7作）
渋江 央（しぶえ あきら）
画館仙北学園に通う生徒で水泳部部員。
気張り過ぎない性格と適度な社交性を兼ね備えているものの、軽薄な印象を持たれているせいでほどほどイケメンな割にクラスの女子にはモテない。
実はおっぱいフェチであり、巨乳が好み。

#### 女性キャラクター（第7作）
蘆名 累（あしな るい）
声：櫻井ありす
水泳部部長、主人公の憧れの先輩。一人称はボク。
成績優秀、水泳も県内トップクラスの記録を持つという文武両道の才媛で、しかもGカップの巨乳を筆頭とした豊満な肉体を持つため他校の生徒にも人気があるが、実は…
清原 梨里（きよはら りり）
声：藤乃理香
陸上部部員。主人公の幼馴染で正義感が強く、曲がった事が嫌い。
主人公とは幼馴染で気が知れており、お互いタメ口で男同士のような会話をする。実は内面的には繊細でありシャイな一面を持つ。五十嵐純とも幼馴染である。
五十嵐 純（いがらし じゅん）
声：ヒマリ
陸上部部員。主人公の幼馴染、性格は明るく人懐っこい。
清原梨里とも幼馴染である。
高橋先生
水泳部顧問の女性教師。
水泳部マネージャー

#### 男性キャラクター（第7作）
打矢 顕悟（うちや けんご）
主人公の幼馴染で阿仁に住んでいる大工の棟梁の息子。
手が早く曲がった事が嫌い。
梨里とは色々な意味で気が合う。

### スタッフ（第7作）
- 原画・キャラクターデザイン：ジェントル佐々木
- シナリオ：天翔狗・ジェントル佐々木
- 楽曲：狗人・他
- ディレクター：天翔狗

## 姦染 COMPLETE BOX〜RECORD Of FIRST To BALLBUSTER〜
1～6作をDVD-ROM3枚にまとめ、Windows 8に対応させた限定版。
2013年7月26日発売。

## 姦染 COMPLETE+ 〜RECORD OF FIRST CLIPPING CHRONICLES〜
一部を最新OS環境に合わせて作り直し、1～7作をDVD-ROM3枚にまとめたもの。今回は限定品ではない
2018年2月23日発売。
最も大きな変更点としては吉里吉里2へとゲームエンジンを変更し作り直され、動作速度(特にスキップ速度)が高速化している。
対応OSはWindows 7/8/8.1/10で、Windows 10が追加されているがWindows XPおよびWindows Vistaは対象外となった。
ストーリーそのものに変更はないが、エンジンの変更によって一部が変わっている箇所がある。(視点変更選択箇所や演出の変更、クイックセーブ＆ロード機能の追加、フローチャート機能や時限選択肢機能の廃止)
姦染スペシャルシークレットファイルプラス(COMPLETE BOXの同梱特典だった1～6作目の設定資料集に7作目の設定集も追加されたもの)のデジタル版が同梱、6作目に同梱されていた「The Chronicle Teller」は無し。
2019年5月31日より、各タイトル単体販売であるダウンロード版も、COMPLETE＋の最新版へと順次差し替えられた

## アダルトアニメ
【時系列】『４』(明田)→『１』(不明)『２』(千台)『７』(絵館)→(4年後)→『３』『５』『6』(全て渋谷)
「感染」の佐伯編から「姦染3」の神凪編へは一部話が繋がるが基本全て単独話。
脱出ENDは「姦染3」の神凪編のみ。「姦染2」の速水編は本編終了時までは生存。

### 主題歌
「タイトル未知（韓国語）」（感染 淫欲の連鎖〜佐伯瞳編〜 ED）
作詞 - 山本敏行 / 作曲・編曲 - CycloMusic / 歌 - 柱
「Infection（英語）」（感染 淫欲の連鎖〜山岸優編〜 ED）
作詞 - 山本敏行 / 作曲・編曲 - CycloMusic / 歌 - g9g9g
「タイトル未知（広東語）」（姦染2 淫罪都市〜速水ありす編〜 ED）
作詞 - 山本敏行 / 作曲・編曲 - CycloMusic / 歌 - Fannie Yan
「タイトル未知（インドネシア語）」（姦染2 淫罪都市〜長崎千尋編〜 ED）
作詞 - 山本敏行 / 作曲・編曲 - CycloMusic / 歌 - Soe
「タイトル未知（タイ語）」（姦染3 首都崩壊〜神凪悠帆編〜 ED）
作詞 - 山本敏行 / 作曲・編曲 - CycloMusic / 歌 - Pattira Homhuan
「タイトル未知（日本語）」（姦染3 首都崩壊〜マルガリータ・B・穂村編〜 ED）
作詞 - 山本敏行 / 作曲・編曲 - CycloMusic / 歌 - バナナちゃん